# Irina Fedotova
Irina Michajlovna Fedotova (ryska: Ирина Михайловна Федотова), född den 15 februari 1975 i Krasnodar i Ryska SFSR, är en rysk före detta roddare.
Hon tog OS-brons i scullerfyra i samband med de olympiska roddtävlingarna 2000 i Sydney.